# Obóz jeniecki NKWD w Putywlu
Obóz jeniecki NKWD w Putywlu – obóz jeniecki Ludowego Komisariatu Spraw Wewnętrznych ZSRR dla przetrzymywania jeńców polskich z tzw. pierwszej grupy, a później obóz jeniecki dla żołnierzy z krajów nadbałtyckich.
Mieścił się na drodze Sumy – Głuchów w klasztorze safroniewskim, obok wioski Nowa Słoboda, 40 km od Putywla i 12 km od stacji kolejowej Tiotkino na linii Sumy – Worożba – Drużba.

## Historia
Obóz powstał na podstawie rozkazu nr 0308i z dnia 19 września 1939 roku komisarza spraw wewnętrznych NKWD ZSRR Ławrientija Berii jako obóz rozdzielczy dla jeńców polskich. Na podstawie tego rozkazu powstały także obozy w: Juchnowie (obwód smoleński), Kozielszczynie (obwód połtawski), Putywlu (obwód sumski), Orankach (obwód gorkowski), Ostaszkowie (obwód kaliniński), Starobielsku (obwód woroszyłowgradzki), Kozielsku i Juży. Już 15 września obóz putywlski został przeznaczony dla jeńców z Frontu Ukraińskiego. Zgodnie z wytycznymi dowództwa Armii Czerwonej jeńcy trafiali najpierw do punktów zdawczo-odbiorczych NKWD w Jarmolińcach, Kamieńcu Podolskim, Olewsku, Szepietówce i Frydrychówce (Wołoczyskach). Zorganizowano jeszcze dodatkowy punkt zborny dla jeńców w Krzywinie. Zgodnie z rozkazami, pierwsze transporty zostały odesłane wieczorem 20 września 1939 roku. Jeńcy przywiezieni koleją na stację w Tiotkinie drogę do obozu pokonywali pieszo lub kolejką wąskotorową.

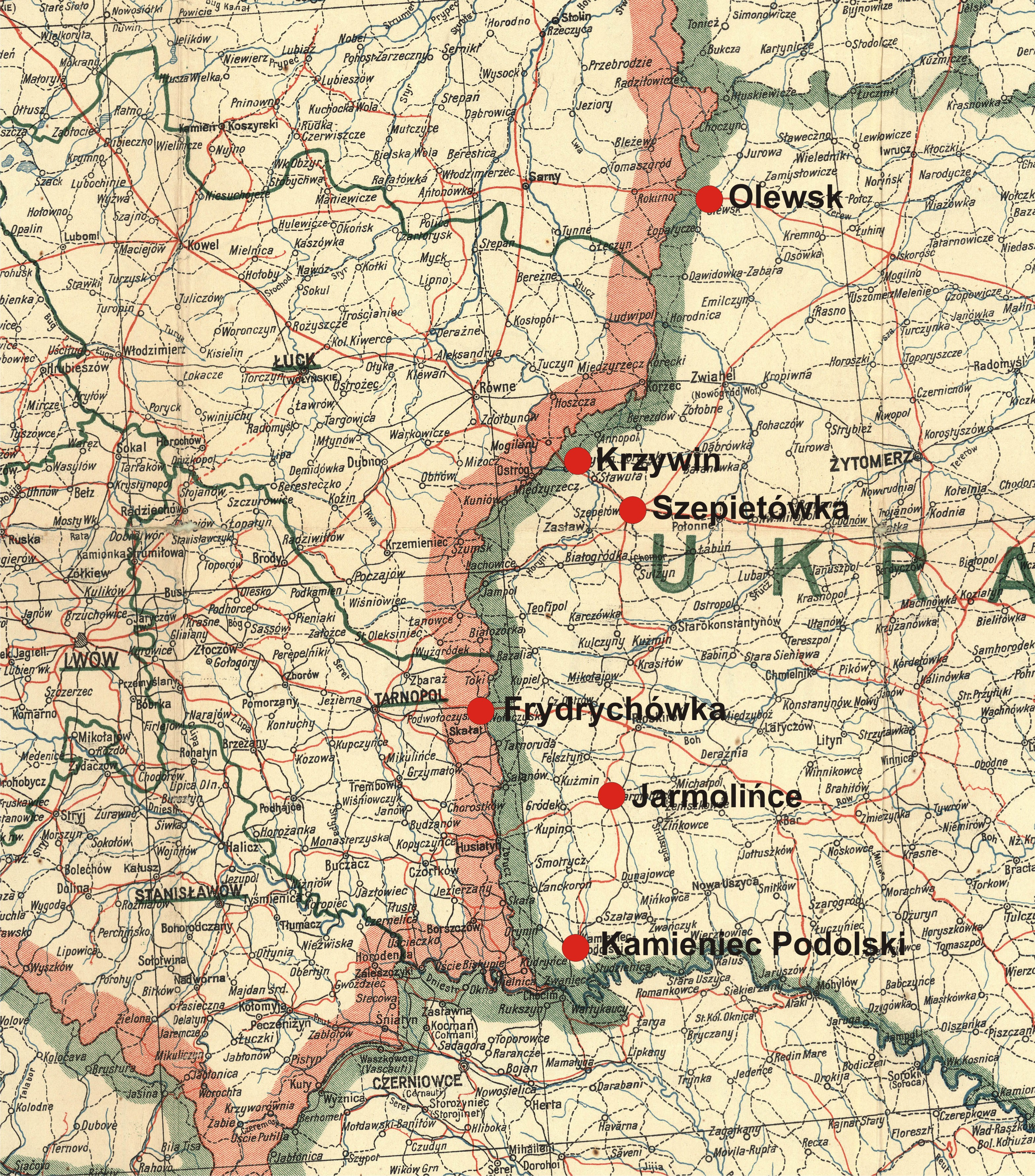
punkty zdawczo-odbiorcze NKWD jeńców polskich z Frontu Ukraińskiego 1939

Obóz był niefortunnie zlokalizowany (pośród bagien), a także zupełnie nieprzygotowany na tak dużą ilość więźniów. Miał kilka filii (11 – m.in. Tiotkino, Bołoto, Monastyr, Gorodok) rozrzuconych na znacznej przestrzeni. Głównym ośrodkiem obozu był, jak to nazywali jeńcy, „Gorodok”, zrujnowany dawny klasztor prawosławny. Przybyłych umieszczono w stajniach, chlewach i drewnianych barakach bez podłóg i sufitów, służących do suszenia torfu, w ogromnej ciasnocie (na jednego przypadało 0,6 m kw. powierzchni). Byli oni pozbawieni źródła wody. Brakowało materaców, koców, pościeli, bielizny, wyposażenia baraków i zabudowań cerkiewnych, a nawet słomy do sienników. Piekarnia, działająca na potrzeby obozu, nie była w stanie podołać wymaganiom. Zapotrzebowanie na chleb wynosiło około 6 ton, tymczasem dostarczano średnio 2,5. Tragicznie prezentowały się warunki sanitarno-higieniczne. Nie było dostatecznej ilości wody, za sanitariaty służyły wykopane rowy. Jeńcy nie mieli przyborów do golenia, gdyż brzytwy i noże zostały im skonfiskowane. Brakowało lekarstw i opieki zdrowotnej, na cały obóz przypadała tylko jedna sanitariuszka której „wiedza była bardziej niż ograniczona”. Obóz w Putywlu okazał się najcięższym ze względu na panujące w nim warunki. W jednej z filii zwanej „Bołoto” umieszczono ok. 800 żołnierzy wszystkich stopni i policjantów. Wśród nich byli gen. Jerzy Wołkowicki, gen. Bronisław Bohatyrewicz, płk Jerzy Grobicki, płk Kazimierz Żelisławski, płk Stanisław Künstler i kilkunastu podpułkowników. Jeńców zmuszano do pracy, w szczególności gen. Wołkowickiego i innych wyższych rangą wojskowych. Jeńcy budowali ogrodzenie obozu, ocieplali budynki, robili prycze – pilnowani przez częściowo uzbrojoną i umundurowaną milicję. Służbę wartowniczą w obozie sprawowało NKWD. Oficerom odebrano rzeczy osobiste, w tym ordery. W innej filii przebywali m.in. Stanisław Libkind-Lubodziecki, kapitan rezerwy broni pancernej Koziełł-Poklewski.

Obozy NKWD dla jeńców polskich

Od 1 października 1939 roku obowiązywała instrukcja odnośnie ewidencji jeńców. Od pierwszego dnia pobytu w obozie każdy był poddany drobiazgowemu śledztwu. Duplikaty akt wysyłano z obozów do Wydziału Specjalnego NKWD oraz do Zarządu NKWD ZSRR do spraw Jeńców Wojennych (UPW). Teczka personalna zawierała kwestionariusz, fotografie, różne materiały, notatki i informacje na temat jeńca. Pamiętać należy, że część polskich wojskowych z różnych powodów podawała nieprawdziwe informacje, zatajała stopnie oficerskie, czy poglądy polityczne. Początkowo stosunkowo niskie kwalifikacje śledczych oraz w większości brak znajomości języka polskiego ułatwiały jeńcom wprowadzanie w błąd przesłuchujących. Strona rosyjska do tej pory odmawia wydania Polsce tych akt.
Zgodnie z decyzją Biura Politycznego KC WKP(b) z 3 października 1939 roku żołnierze, pochodzący z ziem polskich anektowanych przez Związek Radziecki, mieli zostać wypuszczeni, natomiast ci, którzy pochodzili z terenów zajętych przez Niemców, zgodnie z planem mieli trafić do Kozielska i Putywla. Oficerowie i funkcjonariusze państwowi mieli zostać przeniesieni do Ostaszkowa i Starobielska. Według dokumentacji rosyjskiej z liczby 7376 jeńców putywlskich, 1462 osób miało zostać wysłanych do Starobielska, 480 do Ostaszkowa. 3149 żołnierzy planowano zatrzymać w obozie. 1912 żołnierzy zostało zakwalifikowanych do zwolnienia. Pozostała liczba 1056 osób to wg Rosjan uchodźcy. Pod koniec października stan osobowy zmienił się i wynosił 8199 osób. Skład narodowościowy jeńców obozu w Putywlu pod koniec października przedstawiał się następująco: Polaków 94,4%, Białorusinów 1,6%, Żydów 1,8%, Rosjan 0,3% i Ukraińców 1,8%.
Według stanu z 30 października 1939 roku w obozie przebywało 1565 oficerów, 15 policjantów i żandarmów, 55 podoficerów i szeregowych podlegających odesłaniu na tereny okupowane przez ZSRR, 38 uchodźców podlegających odesłaniu na tereny okupowane przez ZSRR, 1175 podoficerów i żołnierzy podlegających przekazaniu Niemcom, jedna osoba odmówiła powrotu do niemieckiej strefy, 26 uchodźców podlegających przekazaniu Niemcom i 12 uchodźców którzy odmówili wyjazdu do niemieckiej strefy. Ogólna liczba przetrzymywanych w obozie – 2887. 23 października zapadła decyzja o „rozładowaniu” obozów przejściowych.
Z obozu w Putywlu oficerów wysłano do Kozielska i Starobielska, a policjantów do Ostaszkowa. 1 listopada zaczęto wywozić jeńców do innych obozów. Jak wspomina Stanisław Künstler na stacji w Tiokinie spotkał on grupę jeńców z innej filii obozu, byli to m.in. płk. dr Bolesław Szarecki, płk. dypl. Marian Bolesławicz. W obozie zatrzymano komisarza Policji Państwowej z Warszawy mjr. Skalskiego z synem, kadetem ze Lwowa. Prawdopodobnie część polskich oficerów i żołnierzy została zamordowanych na miejscu.
Komendantem obozu był major bezpieczeństwa państwowego Nikołaj Nikołajewicz Smirnow, komisarzem batalionowym Siemion Piotrowicz Wasiagin. Z obozu w Putywlu uciekł jeden jeniec i ta ucieczka zakończyła się powodzeniem.
W obozie zmarł major dr Stanisław Gondek, dyrektor szpitala św. Rocha w Warszawie oraz Marek Maksymilian Lau. Prawdopodobnie w czasie podróży zmarł por. Władysław Dorożański. We wspomnieniach kpt. Antoniego Wróblewskiego i ppor. Jana Zięciny znajduje się zapis o wyniesieniu zwłok Dorożańskiego na stacji Michajłowski Chutor.
Począwszy od czerwca 1940 roku do obozu zaczęto przywozić wojskowych z Litwy, Łotwy i Estonii, w sumie około 6000 osób. Ich los pozostaje nieznany. Chociaż należałoby raczej stwierdzić, że nieznane jest miejsce ich pogrzebania.
Przez obóz przeszło około 20 tysięcy więźniów. Od 5 do 7 tysięcy Rosjanie wymordowali i pochowali w zbiorowych mogiłach.

## Upamiętnienie
Obecnie na miejscu obozu funkcjonuje monaster Ukraińskiej Cerkwi Prawosławnej Patriarchatu Moskiewskiego. Został tu wybudowany Obelisk Pamięci jeńców obozu putywlskiego, a w 2018 roku Konsul Generalny RP w Charkowie Janusz Jabłoński oraz Konsul Jan Zdanowski na terenie byłego obozu posadzili Dąb Pamięci.

## Ważni więźniowie
- por. Stanisław Adamczyk
- ppor. Leon Juliusz Albrecht
- ppor. Bogdan Leszek Andrzejewski
- kpt. Zbigniew Antonowicz
- ppor. Czesław Bartkowiak
- ppor. Jan Bartys
- por. Julian Benesch
- gen. bryg. Bronisław Bohaterewicz
- płk dypl. Marian Bolesławicz
- kpt. Rudolf Brachaczek
- ppor. rez. Augustyn Dyjas[11]
- mjr lek. Stanisław Gądek
- kpt. Zygmunt Gosiewski
- płk Jerzy Grobicki
- ppor. Dobiesław Jakubowicz[11]
- ppor. Tadeusz Kmieć
- chor. Zygfryd Krzystolik
- mjr Stanisław Kukla
- płk Stanisław Künstler
- płk Stanisław Libkind-Lubodziecki
- por. Stanisław Maykowski
- płk Jan Nelken
- kpt. Henryk Nossowicz
- ppor. Florian Nowakowski
- Ryszard Paszko[12]
- prof. Stefan Pieńkowski[11]
- ppor. Józef Rzepka
- kpt. Tomasz Siwicki[11]
- mjr Adam Solski
- por. Stanisław Swianiewicz[13][14]
- płk dr Bolesław Szarecki
- mjr Kazimierz Szczekowski
- por. Alojzy Tatkowski
- kpt. Józef Trepiak
- por. Maksymilian Trzepałka
- ppor. Bronisław Wajs
- gen. bryg. Jerzy Wołkowicki
- płk Kazimierz Żelisławski